# دان فاغنر
دان فاغنر (بالإنجليزية: Dan Wagner)‏ هو شخصية أعمال بريطاني، ولد في 28 يوليو 1963 في Edgware ‏ في المملكة المتحدة.